# Despeñaperros
Despeñaperros és un congost excavat pel riu Despeñaperros, situat al municipi de Santa Elena, al nord de la província de Jaén (Espanya) que és parc natural per la Junta d'Andalusia en una extensió de 7.649 ha, fonamentalment pels seus valors geològics i paisatgístics, però que també posseeix una destacable flora i fauna.
Es tracta d'un congost de parets abruptes, amb desnivells de més de 500 metres d'altura i molt utilitzat per l'home al llarg de la història, en ser un pas natural de la Sierra Morena i punt de connexió principal entre Andalusia i Castella-la-Manxa o, cosa que és el mateix, la resta de la península Ibèrica. Així, per Despeñaperros han passat sempre importants vies de comunicació tant per carretera (la autovía radial A-4), com per ferrocarril. L'accés ferroviari era el més important a tota Andalusia (a excepció de la línia Mèrida-Sevilla) fins al 1992, amb la construcció de l'AVE Puertollano-Còrdova (90 km a l'oest).

## Geologia
Està situat en els límits orientals de la Sierra Morena, d'orientació est-oest, però que és travessada per alguns rius orientats de nord en sud, fent que algunes zones de la Meseta drenin cap al sud, cap al riu Guadalquivir, travessant la teòrica barrera natural de la Sierra Morena. Aquest és el cas del riu Despeñaperros que ha excavat aquest congost, però també el del riu Guarrizas, que discorre uns 11 km a l'est, i que forma la bonica cascada de Cimbarra, protegida com a Reserva natural. Cal assenyalar que el riu Despeñaperros és afluent del Guarrizas, al que s'uneix uns 10 km al sud del congost.
D'altra banda, el congost posa en descobert part de la història geològica de l'entorn, parets verticals compostes per quarsita «armoricana» de gran duresa, formada al mar fa 500 milions anys, a començaments de l'era primària, que posteriorment seria coberta per materials més moderns en el Carbonífer (fa uns 320 milions d'anys en l'orogènesi varisca per col·lisió continental dels continents Lauràsia i Gondwana, aixafant en continent armoricà) quedarien elevats i exposats a l'erosió, quedant finalment en descobert aquí, igual que a la Cascada de Cimbarra.
En els estrats de quarsita armonicana queden a vegades al descobert espectaculars ripples fossilitzats, com les que podem observar a qualsevol fons marí sorrenc, cosa que ens deixa veure el seu origen. També excepcionalment queden al descobert crucianes o rastres fòssils d'organismes que deixaren la seva marca en el sediment sorrenc fa gairebé 500 milions d'anys.
D'entre les formacions que s'observen a Despeñaperros en destaquen algunes amb nom propi com ara "El Salt del Frare", "Les Correderes" o "Els Orgues", on la quarsita ha estat plegada fins a quedar en estrats verticals, als quals l'erosió ha donat forma de tubs punxeguts, que evoquen un orgue.

## Flora

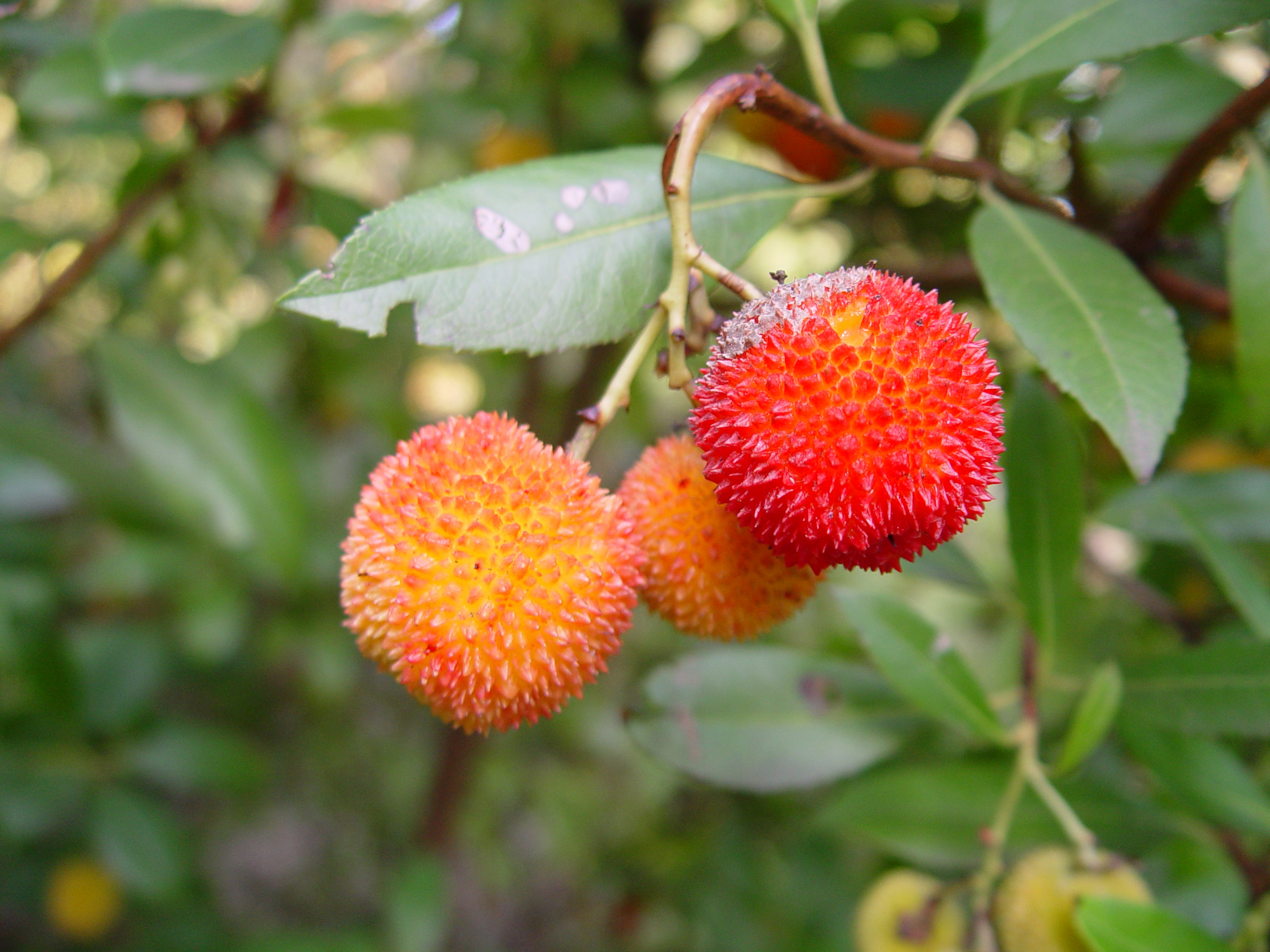
Arboç

La vegetació dominant és similar a tota la Sierra Morena oriental, el bosc mediterrani, amb predomini d'alzines i alzines sureres, però també roures valencians, rebolls i pins. El bardissar és d'arboç, estepa, murtra i garric. També mereixen menció els boscs de ribera que apareixen als diferents rius i rierols, més ombrívols i humits, amb verns, freixes i salzes. A més en el parc natural hi ha trenta endemismes únics al món i altres espècies úniques a la península Ibèrica.

## Fauna

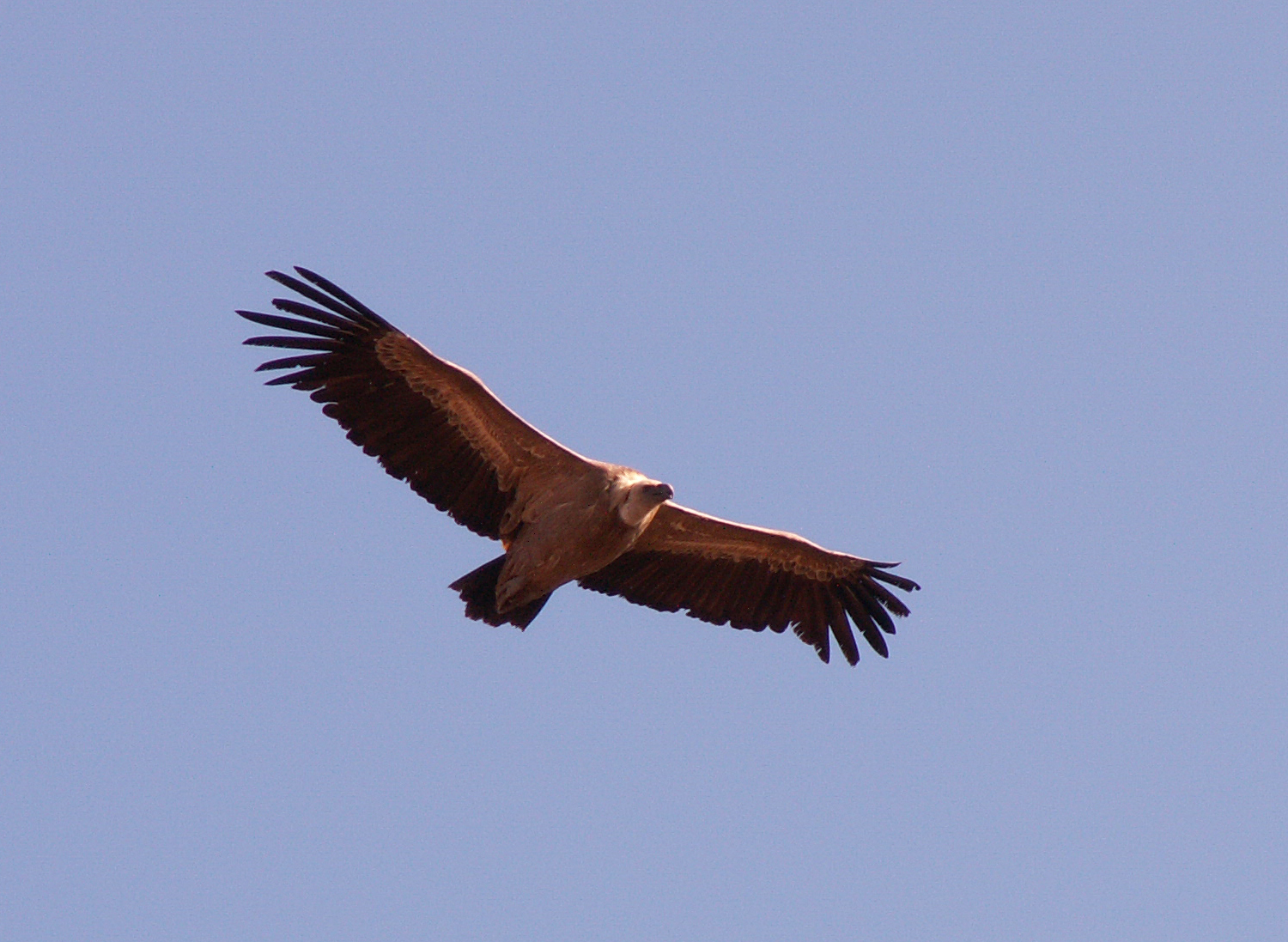
Voltor lleonat

Hi ha una important presència de cérvol i Porc senglar, sobre els quals es mantenen autoritades monteries de caça, però és més destacable la presència d'alguns pocs exemplars de linx ibèric i de llop, així com petits carnívors com la guineu o el gat fer.
Entre les aus que habiten Despeñaperros en destaca l'àguila imperial i el voltor lleonat.

## Història
Tant a Despeñaperros com a la cascada de Cimbarra i les coves de l'entorn es presenten importants exemples de pintures rupestres neolítiques, prova del valor estratègic que aquest territori va tenir com a lloc de pas obligat de civilitzacions des de la Meseta cap a Andalusia, entre les quals destaquen les de la Cova dels Ninots i les de les 'Coves de les Vaques del Rematoso.